# Hybomitra plauta
Hybomitra plauta är en tvåvingeart som beskrevs av Stone 1975. Hybomitra plauta ingår i släktet Hybomitra och familjen bromsar.
Artens utbredningsområde är Myanmar. Inga underarter finns listade i Catalogue of Life.